# 北旭川駅
北旭川駅（きたあさひかわえき）は、北海道旭川市流通団地1条5丁目に所在する日本貨物鉄道（JR貨物）の貨物駅である。宗谷本線所属。

## 歴史

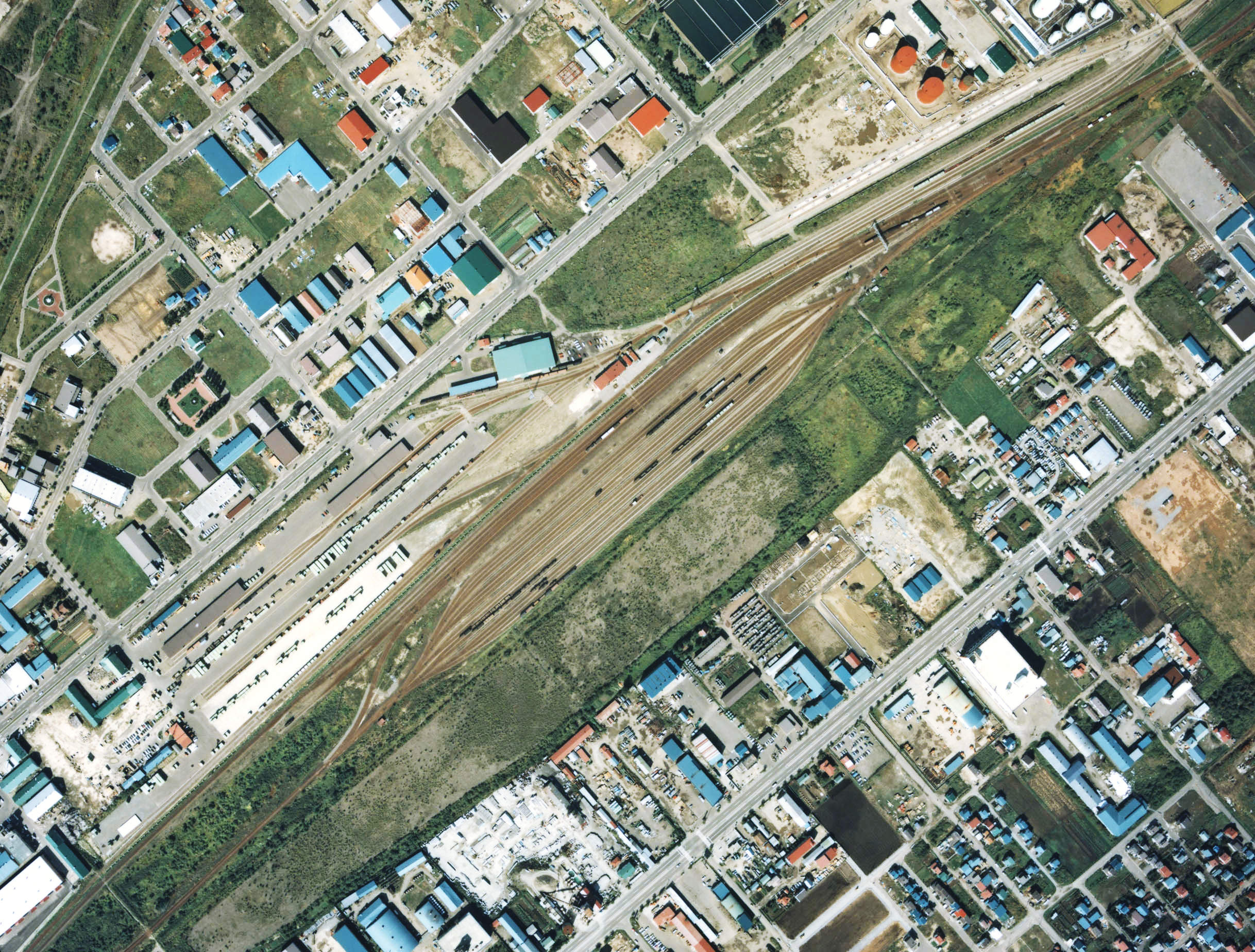
1977年の北旭川駅と周囲約1.5km×1kmの範囲。右上が名寄方面。左にコンテナホーム、南東側には大きな操車場があり、旭川運転所の建物はまだ無い。この駅ができるまではここは田園地帯であった。

年々増加する貨物取り扱い量に対応するため、旭川鉄道管理局が1964年（昭和39）年から建設工事を開始。構内となる西永山駅を1967年（昭和42年）11月1日に廃止し、1968年（昭和43年）9月30日に北旭川駅の開業式を行った。
- 1968年（昭和43年）10月1日：日本国有鉄道の駅（貨物駅）として開業[1][3][4]。車扱い貨物、コンテナ取り扱いを開始[3]。
- 1971年（昭和46年）10月1日：農産品ターミナル（倉庫及び側線）設置[5]
- 1974年（昭和49年）12月9日：小荷物取り扱い、混載貨物取り扱いを開始、コンテナ取り扱いを増強（一般駅となる[要出典]）[1][6]。
- 1980年（昭和55年）10月1日：東旭川駅までの石北本線貨物支線が開業[7][注 1]。
- 1984年（昭和59年）2月1日：小荷物取り扱いを廃止（貨物駅に戻る）[1]。
- 1986年（昭和61年）11月1日：東旭川駅までの貨物支線が休止。北見コンテナセンターとの間でトラック便運行開始。
- 1987年（昭和62年）4月1日：国鉄分割民営化により日本貨物鉄道の駅となる[1]。東旭川駅までの貨物支線が正式に廃止[7]。
- 1996年（平成8年）9月1日：名寄駅との間でトラック便運行開始。
- 2000年（平成12年）：同年3月11日のダイヤ改正に伴う旭川駅 - 名寄駅間高速化に関連し、同日までに構内改良を実施。本線からの片開き分岐器を弾性分岐器に変更[8]。
- 2003年（平成15年）9月1日：旭川運転所が駅東側に移転[9]。
- 2012年（平成24年）5月28日：この日をもって本輪西駅からの石油輸送列車が廃止される。

## 駅構造

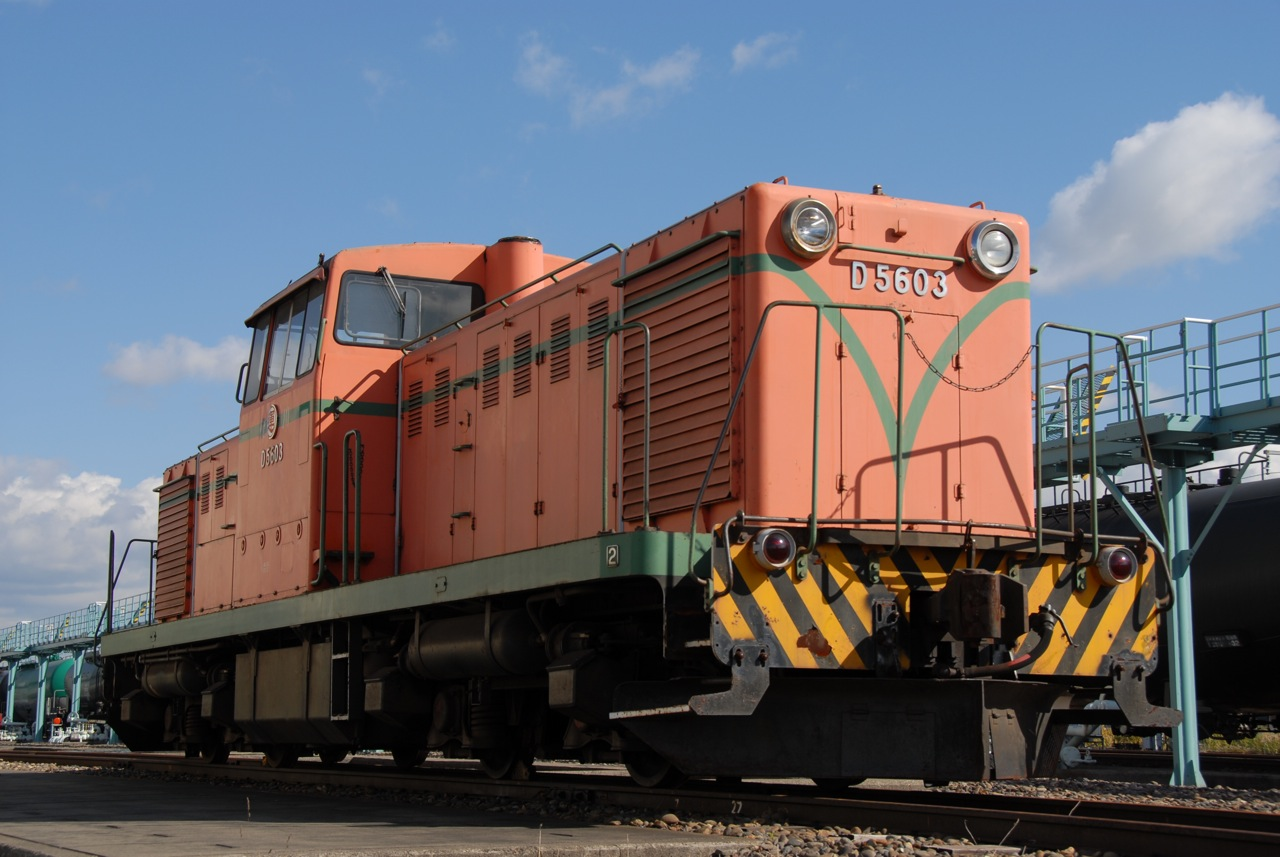
専用線の入換作業で使用される機関車

宗谷本線は、ほぼ南西から北東へ向かって通っている。それに接して、南西方向から順にコンテナホーム、着発線、仕分線、日本オイルターミナル旭川営業所が並んでいる。
地上駅で、3面6線のコンテナホームを有する。最も北側の1面2線のみ上屋付の貨物ホームとなっている。その他に、荷役線が接続する仕分け線が6本、単線の本線に接する着発線が5本ある。着発線の出発信号機は旭川方面に5か所、名寄方面に3か所設置されている。名寄方面は貨物列車の運行は行っていないものの、名寄方面側着発線の信号機機能は完全停止がまったくなく、線路・分岐器も含め設備は撤去せずそのまま残されている。そのため名寄方にある場内信号機も通過線・貨物駅発着線進入部分とも通常に動作している。構内の入換作業は、本線での牽引作業も行うJR貨物DF200形ディーゼル機関車が担当している。
仕分け線からは、日本オイルターミナル旭川営業所の専用線も分岐している。石油積卸線が1本あり、タンク車用の荷役設備が設置されている。この専用線の入換作業は旭川通運が所有するディーゼル機関車が行う。
貨物ホームに接して、2階建ての駅舎がある。中には、営業窓口であるJR貨物旭川営業支店や、乗務員基地である札幌機関区旭川派出が入っている。またJR貨物グループの北海道農産品ターミナル旭川営業所（倉庫）も構内にある。
コンテナホームの本線を挟んだ向かい側には、北海道旅客鉄道（JR北海道）の旭川運転所がある。旭川運転所への線路は複線で電化されており、着発線の南方（新旭川駅側）で単線・非電化の本線から分岐している。この分岐点以南の宗谷本線は、運転所への線路と同様に複線で電化されている。また、当駅の着発線（通過線にあたる6番線）で乗務員の交代を行うため、一部の旅客列車も当駅に停車する。この運転所がある場所はかつて、操車場が広がっていた（通過線の線路付け替えは操車場廃止以降の1990年に完了している）。
JR貨物の貨物駅としては名寄駅が最北端となるが、貨物列車の運行としては当駅が最北端となる（かつては名寄駅まで貨物列車が運行されていたが、合理化により名寄駅はオフレールステーションに格下げ。当駅との間は並行する国道40号経由のトラック輸送に切り替え）。
なお旭川駅高架化に伴い2003年（平成15年）9月1日から旭川運転所が（宗谷本線上下線を挟んだ）当駅の南東隣に移転した。
そのため、宗谷本線は旭川駅から旭川運転所分岐点までの間が複線交流電化された（旭川運転所分岐点以北は単線非電化）。ただし営業列車・貨物列車は従前通り全てディーゼル車（気動車・ディーゼル機関車）となっている。

## 取扱う貨物の種別
北旭川駅は、コンテナ貨物と専用線発着車扱貨物の取扱駅である。
コンテナ貨物は、JR規格の12ft・20ft・30ftコンテナや、ISO規格の20ft・40ft海上コンテナを取り扱っている。主な取扱品は、発送貨物ではタマネギなどの野菜や米、砂糖、乳製品など、到着貨物では宅配便などの積合せ貨物や紙、液化天然ガス (LNG) などである。LNGは旭川ガス向け（都市ガス用）で、タンクコンテナで苫小牧貨物駅から輸送される。また、産業廃棄物・特別管理産業廃棄物の取扱許可を得ており、それらが入ったコンテナの取扱も可能である。
2012年（平成24年）までは車扱貨物として、日本オイルターミナル旭川営業所を発着する、ガソリンなどの石油類を取り扱っていた。これらは本輪西駅（JX日鉱日石エネルギー室蘭製油所）から輸送された。

## 貨物列車・トラック便
（2013年3月16日現在）
高速貨物列車
下り列車は1日3本札幌貨物ターミナル駅発が到着する。上り列車は1日3本運行されており、札幌貨物ターミナル駅行きが1本、隅田川駅・百済貨物ターミナル駅への直通列車が1本ずつ設定されている。
トラック便
北見駅および名寄オフレールステーションとの間に1日5往復ずつ運行されている。
上記のほか、臨時列車も設定されている。

## 利用状況
「旭川市統計書」によると、当駅を含む旭川市内の鉄道貨物輸送の取扱貨物トン数（t）は以下の通り。
| 年度               | 貨物（t） | 出典   | 備考                                                                       |
| 年度               | 発着      | 出典   | 備考                                                                       |
| ------------------ | --------- | ------ | -------------------------------------------------------------------------- |
| 1996年（平成08年） | 845,907   | [ 10 ] | 市内のほかの貨物取り扱い駅を含む                                           |
| 1997年（平成09年） | 802,933   | [ 10 ] | 同年度で新旭川駅発送の貨物が終了し、当駅のみが旭川市内の貨物取扱駅となる。 |
| 1998年（平成10年） | 742,000   | [ 10 ] |                                                                            |
| 1999年（平成11年） | 787,400   | [ 10 ] |                                                                            |
| 2000年（平成12年） | 741,580   | [ 10 ] |                                                                            |
| 2001年（平成13年） | 699,986   | [ 10 ] |                                                                            |
| 2002年（平成14年） | 688,398   | [ 10 ] |                                                                            |
| 2003年（平成15年） | 709,705   | [ 10 ] |                                                                            |
| 2004年（平成16年） | 699,942   | [ 10 ] |                                                                            |
| 2005年（平成17年） | 712,524   | [ 10 ] |                                                                            |
| 2006年（平成18年） | 711,189   | [ 10 ] |                                                                            |
| 2007年（平成19年） | 697,351   | [ 11 ] | うち、当駅発送210,873 t                                                    |
| 2008年（平成20年） | 654,438   | [ 11 ] | うち、当駅発送226,236 t                                                    |
| 2009年（平成21年） | 631,956   | [ 11 ] | うち、当駅発送196,278 t                                                    |
| 2010年（平成22年） | 604,544   | [ 11 ] |                                                                            |
| 2011年（平成23年） | 591,440   | [ 11 ] |                                                                            |
| 2012年（平成24年） | 303,380   | [ 11 ] | 同年度5月末で石油輸送終了                                                  |
| 2013年（平成25年） | 279,515   | [ 11 ] |                                                                            |
| 2014年（平成26年） | 294,394   | [ 11 ] |                                                                            |
| 2015年（平成27年） | 296,468   | [ 11 ] |                                                                            |
| 2016年（平成28年） | 297,426   | [ 13 ] |                                                                            |
| 2017年（平成29年） | 285,138   | [ 13 ] |                                                                            |
| 2018年（平成30年） | 272,968   | [ 13 ] |                                                                            |
| 2019年（令和元年） | 262,985   | [ 13 ] |                                                                            |
| 2020年（令和02年） | 256,457   | [ 13 ] |                                                                            |
| 2021年（令和03年） | 246,588   | [ 14 ] |                                                                            |
| 2022年（令和04年） | 248,493   | [ 14 ] |                                                                            |

## 駅周辺
駅南東側には、永山の市街地が広がっている。また、駅北西側は倉庫・問屋街となっている。
- 北海道道641号北旭川停車場線・北海道道761号北旭川停車場永山線
- 国道39号・国道12号（旭川新道）
- 日本通運旭川統括支店旭川支店コンテナセンター
- 旭川流通団地簡易郵便局
- 流通団地
- 明治（旧・明治乳業）旭川工場
- 旭川青果卸売市場
- 旭川地方卸売市場
- 石狩川
- 道北バス「北旭川駅前」停留所

## 隣の駅
北海道旅客鉄道（JR北海道）
宗谷本線
新旭川駅 - 北旭川駅 - 永山駅

### かつて存在した路線
日本国有鉄道
石北本線（貨物支線）
東旭川駅 - 北旭川駅